# Ed de Goeij
Eduard "Ed" Franciscus de Goeij (az angol médiában főleg Ed de Goey) (Gouda, 1966. december 20. –) holland kapus. 20 éves pályafutásának során a Sparta Rotterdam, a Feyenoord, a Chelsea és a Stoke City játékosa volt.

## Pályafutása

### Klubcsapatban
Eduard de Goeij a Sparta Rotterdam csapatában kezdte pályafutását, majd 1990-ben, több mint száz bajnokit követően a városi rivális Feyenoordhoz igazolt. Az itt töltött hét év alatt mindössze nyolc mérkőzést hagyott ki, és négy holland kupagyőzelmet, az 1992-1993-as szezon végén pedig bajnoki címet ünnepelhetett. 1994-ben ő lett az év hollandiai kapusa.
1997 júniusában csatlakozott az angol Chelsea csapatához, akik 2 250 000 fontért igazolták le. Első számú kapusa lett a Nyugat-londoni csapatnál, amellyel Ligakupát, Kupagyőztesek Európa-kupáját és FA-kupát nyert. Az 1999-2000-es szezonban 59 tétmérkőzést játszott, ezekből pedig 27 alkalommal nem kapott gólt. Ez mindkét tekintetben rekordnak számított akkor, később Frank Lampard és Petr Čech mindkét vonatkozásban megelőzte. Utolsó szezonjában már Carlo Cudicini több lehetőséget kapott nála, így 2003 nyarán elhagyta a csapatot.
2003 augusztusában a Stoke City-hez igazolt, ahol a  2003–04 idényben 38 bajnokin védett. A 2005–06-os idény végén távozott a klubtól,. majd hazájában az RKC Waalwijk kapusedzője lett.

## Sikerei, díjai

### Feyenoord
- Eredivisie: 1992–93
- KNVB-kupa: 1991, 1992, 1994, 1995

### Chelsea
- FA-kupa: 2000
- Ligakupa: 1998
- FA Community Shield: 2000
- (ezüstérmes): 1997
- Kupagyőztesek Európa-kupája: 1998
- UEFA-szuperkupa: 1998

### Hollandia
- Világbajnokság:
- (4. hely): 1998

### Egyénileg
- Holland Aranycipő: 1994

## Stasztika
| Klub             | Szezon           | Bajnokság        | Bajnokság       | Bajnokság | Kupa            | Kupa  | Ligakupa        | Ligakupa | Egyéb           | Egyéb | összesen        | összesen |
| Klub             | Szezon           | Bajnokság        | Pályára lépések | Gólok     | Pályára lépések | Gólok | Pályára lépések | Gólok    | Pályára lépések | Gólok | Pályára lépések | Gólok    |
| ---------------- | ---------------- | ---------------- | --------------- | --------- | --------------- | ----- | --------------- | -------- | --------------- | ----- | --------------- | -------- |
| Sparta Rotterdam | 1985–1986        | Eredivisie       | 12              | 0         | —               | —     | —               | —        | —               | —     | 12              | 0        |
| Sparta Rotterdam | 1986–1987        | Eredivisie       | 34              | 0         | —               | —     | —               | —        | —               | —     | 34              | 0        |
| Sparta Rotterdam | 1987–1988        | Eredivisie       | 34              | 0         | —               | —     | —               | —        | —               | —     | 34              | 0        |
| Sparta Rotterdam | 1988–1989        | Eredivisie       | 31              | 0         | —               | —     | —               | —        | —               | —     | 31              | 0        |
| Sparta Rotterdam | 1989–1990        | Eredivisie       | 34              | 0         | —               | —     | —               | —        | —               | —     | 34              | 0        |
| Sparta Rotterdam | Összesen         | Összesen         | 145             | 0         | —               | —     | —               | —        | —               | —     | 145             | 0        |
| Feyenoord        | 1990–1991        | Eredivisie       | 34              | 0         | —               | —     | —               | —        | —               | —     | 34              | 0        |
| Feyenoord        | 1991–1992        | Eredivisie       | 34              | 0         | —               | —     | —               | —        | —               | —     | 34              | 0        |
| Feyenoord        | 1992–1993        | Eredivisie       | 33              | 0         | —               | —     | —               | —        | —               | —     | 33              | 0        |
| Feyenoord        | 1993–1994        | Eredivisie       | 34              | 0         | —               | —     | —               | —        | —               | —     | 34              | 0        |
| Feyenoord        | 1994–1995        | Eredivisie       | 32              | 0         | —               | —     | —               | —        | —               | —     | 32              | 0        |
| Feyenoord        | 1995–1996        | Eredivisie       | 34              | 0         | —               | —     | —               | —        | —               | —     | 34              | 0        |
| Feyenoord        | 1996–1997        | Eredivisie       | 34              | 0         | —               | —     | —               | —        | —               | —     | 34              | 0        |
| Feyenoord        | Összesen         | Összesen         | 235             | 0         | —               | —     | —               | —        | —               | —     | 235             | 0        |
| Chelsea          | 1997–1998        | Premier League   | 28              | 0         | 1               | 0     | 0               | 0        | 10              | 0     | 39              | 0        |
| Chelsea          | 1998–1999        | Premier League   | 35              | 0         | 6               | 0     | 0               | 0        | 8               | 0     | 49              | 0        |
| Chelsea          | 1999–2000        | Premier League   | 37              | 0         | 6               | 0     | 0               | 0        | 16              | 0     | 59              | 0        |
| Chelsea          | 2000–2001        | Premier League   | 15              | 0         | 0               | 0     | 1               | 0        | 1               | 0     | 17              | 0        |
| Chelsea          | 2001–2002        | Premier League   | 6               | 0         | 0               | 0     | 0               | 0        | 2               | 0     | 8               | 0        |
| Chelsea          | 2002–2003        | Premier League   | 2               | 0         | 1               | 0     | 0               | 0        | 0               | 0     | 3               | 0        |
| Chelsea          | Összesen         | Összesen         | 123             | 0         | 14              | 0     | 1               | 0        | 37              | 0     | 175             | 0        |
| Stoke City       | 2003–2004        | Premier League   | 37              | 0         | 0               | 0     | 1               | 0        | —               | —     | 38              | 0        |
| Stoke City       | 2004–2005        | Championship     | 17              | 0         | 0               | 0     | 0               | 0        | —               | —     | 17              | 0        |
| Stoke City       | 2005–2006        | Championship     | 2               | 0         | 1               | 0     | 0               | 0        | —               | —     | 3               | 0        |
| Stoke City       | Összesen         | Összesen         | 56              | 0         | 1               | 0     | 1               | 0        | —               | —     | 58              | 0        |
| Karrier összesen | Karrier összesen | Karrier összesen | 559             | 0         | 15              | 0     | 2               | 0        | 37              | 0     | 613             | 0        |